# PCYT2
PCYT2 (англ. Phosphate cytidylyltransferase 2, ethanolamine) – білок, який кодується однойменним геном, розташованим у людей на довгому плечі 17-ї хромосоми. Довжина поліпептидного ланцюга білка становить 389 амінокислот, а молекулярна маса — 43 835.
| 10         |  | 20         |  | 30         |  | 40         |  | 50         |
| ---------- |  | ---------- |  | ---------- |  | ---------- |  | ---------- |
| MIRNGRGAAG |  | GAEQPGPGGR |  | RAVRVWCDGC |  | YDMVHYGHSN |  | QLRQARAMGD |
| YLIVGVHTDE |  | EIAKHKGPPV |  | FTQEERYKMV |  | QAIKWVDEVV |  | PAAPYVTTLE |
| TLDKYNCDFC |  | VHGNDITLTV |  | DGRDTYEEVK |  | QAGRYRECKR |  | TQGVSTTDLV |
| GRMLLVTKAH |  | HSSQEMSSEY |  | REYADSFGKC |  | PGGRNPWTGV |  | SQFLQTSQKI |
| IQFASGKEPQ |  | PGETVIYVAG |  | AFDLFHIGHV |  | DFLEKVHRLA |  | ERPYIIAGLH |
| FDQEVNHYKG |  | KNYPIMNLHE |  | RTLSVLACRY |  | VSEVVIGAPY |  | AVTAELLSHF |
| KVDLVCHGKT |  | EIIPDRDGSD |  | PYQEPKRRGI |  | FRQIDSGSNL |  | TTDLIVQRII |
| TNRLEYEARN |  | QKKEAKELAF |  | LEAARQQAAQ |  | PLGERDGDF  |  |            |

A: Аланін

C: Цистеїн

D: Аспарагінова кислота

E: Глутамінова кислота

F: Фенілаланін

G: Гліцин

H: Гістидин

I: Ізолейцин

K: Лізин

L: Лейцин

M: Метіонін

N: Аспарагін

P: Пролін

Q: Глутамін

R: Аргінін

S: Серин

T: Треонін

V: Валін

W: Триптофан

Кодований геном білок за функціями належить до трансфераз, фосфопротеїнів. 
Задіяний у таких біологічних процесах, як метаболізм ліпідів, біосинтез ліпідів, альтернативний сплайсинг. 